# Vittorio Veneto
Vittorio Veneto Olaszországban fekvő város, Veneto tartományban, Treviso megyében Északkelet-Olaszországban.

## Földrajzi helyzete
Vittorio Veneto Északkelet-Olaszországban fekszik, az Alpok déli lábánál, az Alpok végmoréna vidékén. 138 méterrel fekszik a tengerszint felett.

## Története
Velence Olaszországhoz csatlakozása után (1866) jött létre Vittorio városa, a korábbi Ceneda és Serravalle települések egyesítése után. A város nevét II. Viktor Emánuel királyról kapta. 1923-ban Vittorio város nevéhez Veneto tartomány nevét is hozzácsatolták, így lett Vittorio Veneto.
1918 októberében a város közelében zajlott le az Osztrák–Magyar Monarchia és Olaszország közötti döntő összecsapás, mely véget vetett az olasz frontnak, és a Monarchia számára az első világháború elvesztését okozta. A Vittorio Venetó-i csata Olaszország diadalát hozta el, a Monarchia november 3-án fegyverszünetet kötött.

## A város hírességei
- Francesca Segat (itt született 1983-ban) – olasz úszónő.
- Albino Luciani, a későbbi I. János Pál pápa, aki 1958–1969 között Vittorio Veneto püspöke volt.

## Külső hivatkozások
- Vittorio Veneto város web oldala